# Sarah Moon
Sarah Moon, född 1941 i England, är en fransk fotograf, filmskapare och konstnär.
Moon inledde sin karriär som fotomodell men ändrade inriktning och gjorde sig snabbt ett namn i Paris som en av de första, kvinnliga fotograferna inom haute couture. Hennes extravaganta och mystiska kompositioner sågs som ny röst i 1970-talets Paris. Hon har med tiden blivit en renommerad samtidsfotograf som porträtterar kvinnor, djur, byggnader och natur med oskarpa och repiga bilder. Ofta tillåts modellen röra sig, ibland får kameran skaka till eller också ställer Moon skärpan fel för att ge bilden ett diffust uttryck.
1983 fick hon sitt genombrott när hon hade vernissage på International Center of Photography i New York. Utställningen blev uppmärksammad eftersom modehuset Cacharel var sponsor då de lanserat parfymen Anïs Anïs med Moons fotografier av liljor och bleka kvinnoansikten. På 1980-talet arbetade Moon bland annat med den ålderdomliga och komplicerade tekniken ”autokromi” som bygger på potatisstärkelse. Metoden ger korniga färgbilder med ett säreget uttryck som påminner om akvareller.
Moon skapar även kortfilmer baserade på sagor.